# HD 23697
HD 23697，又名CP-54 589，SAO 233252、HR 1168，是一颗恒星，视星等为6.3，位于銀經265.8，銀緯-48.46，其B1900.0坐标为赤經3h 42m 0.8s，赤緯-54° -48.46′ 19″。